# Shazam! (film)
Shazam! is een Amerikaanse superheldenfilm uit 2019 onder regie van David F. Sandberg. De film is gebaseerd op de gelijknamige superheld van DC Comics en is de zevende film in het DC Extended Universe. De hoofdrollen worden vertolkt door Zachary Levi, Mark Strong, Asher Angel en Jack Dylan Grazer.

## Verhaal
In 1974 wordt de jonge Thaddeus Sivana op magische wijze van Upstate New York getransporteerd naar de Rock of Eternity, een magische tempel in een andere dimensie onder leiding van de oude tovenaar Shazam. De jonge Sivana wordt beschouwd als de uitverkorene, maar laat zich makkelijk verleiden door de Zeven Hoofdzonden die in de tempel gevangen zitten in standbeelden en wordt daarom terug naar de Aarde verbannen.
In het hedendaagse Philadelphia is de weesjongen Billy Batson op zoek naar zijn biologische moeder. Wanneer hij in aanraking komt met de wet wordt hij in het pleeggezin geplaatst van Victor en Rosa Vazquez, die met Mary Bromfield, Pedro Peña, Eugene Choi, Darla Dudley en Freddy Freeman al verantwoordelijk zijn voor vijf weeskinderen. Freddy, een bewonderaar van superhelden, wordt de kamergenoot van Billy. Ondertussen vindt de inmiddels volwassen Thaddeus Sivana een nieuwe toegang tot de Rock of Eternity. In de tempel weet hij de Zeven Hoofdzonden te bemachtigen. Met zijn nieuwe krachten valt hij de tovenaar van de tempel aan, waarna hij naar de Aarde terugkeert om zijn vader en broer te vermoorden.
Wanneer Billy zijn kamergenoot Freddy beschermt tegen enkele pestkoppen wordt hij door Shazam gevraagd om hem te helpen. Billy laat zich overtuigen. Door de staf van de tovenaar aan te raken en diens naam uit te spreken, transformeert hij in een volwassen superheld met een gelijkaardige uitrusting als de tovenaar. De tovenaar bedankt hem en wordt tot stof herleid. Nadien begint hij samen met Freddy te experimenten met zijn pas verworven superkrachten. Video's van Billy als Shazam gaan viraal.
Wanneer Shazam op een dag een schoolbus met kinderen redt, wordt hij aangevallen door Sivana, die eist dat hij zijn krachten afstaat. De onervaren Shazam wordt makkelijk verslagen door Sivana, die vervolgens in Billy transformeert om in de menigte te kunnen ontsnappen. Sivana ontdekt echter dat Shazam eigenlijk Billy is en probeert via Freddy te achterhalen waar hij woont. Om het pleeggezin van Victor en Rosa Vazquez te beschermen, besluit Shazam het op een akkoordje te gooien met Sivana. Hij is bereid zijn krachten af te staan op voorwaarde dat Sivana zijn vrienden spaart. Sivana gaat akkoord, waarna de twee naar de Rock of Eternity reizen. 
Freddy en de andere pleegkinderen volgen hen en vallen Sivana aan. Samen met Shazam weten ze te ontsnappen. Sivana zit hen op de hielen en volgt hen naar een winterkermis. De schurk doet een beroep op de Zeven Hoofdzonden om ze te overmeesteren. Via de staf van de oude tovenaar slaagt Shazam erin om ook zijn vrienden te transformeren in volwassen superhelden. Samen verslaan ze de Zeven Hoofdzonden. Sivana wordt tijdens het gevecht op het nippertje gered door Shazam.
Shazam en zijn vrienden worden als helden onthaald. Billy beschouwt zijn pleeggezin voortaan als zijn ware familie. Tijdens de aftiteling is te zien hoe de gevangengenomen Sivana een bondgenootschap begint met een rupsachtig wezen genaamd Mister Mind.

## Rolverdeling
| Acteur            | Personage                       |
| ----------------- | ------------------------------- |
| Asher Angel       | William "Billy" Batson / Shazam |
| Zachary Levi      | William "Billy" Batson / Shazam |
| Mark Strong       | Dr. Thaddeus Sivana             |
| Jack Dylan Grazer | Frederick "Freddy" Freeman      |
| Adam Brody        | Frederick "Freddy" Freeman      |
| Djimon Hounsou    | Shazam                          |
| Faithe Herman     | Darla Dudley                    |
| Meagan Good       | Darla Dudley                    |
| Grace Fulton      | Mary Bromfield                  |
| Michelle Borth    | Mary Bromfield                  |
| Ian Chen          | Eugene Choi                     |
| Ross Butler       | Eugene Choi                     |
| Jovan Armand      | Pedro Peña                      |
| D. J. Cotrona     | Pedro Peña                      |
| Marta Milans      | Rosa Vasquez                    |
| Cooper Andrews    | Victor Vasquez                  |
| John Glover       | Mr. Sivana                      |
| David F. Sandberg | Mister Mind (stem)              |

## Sequel
In april 2019, enkele dagen na de Amerikaanse première van Shazam!, kondigde New Line Cinema een sequel aan.